# Hyundai Casper
La Hyundai Casper (in coreano: 현대 캐스퍼) è un'autovettura di tipo crossover prodotta dalla casa automobilistica sud coreana Hyundai Motor Company a partire dal 2021.

## Descrizione

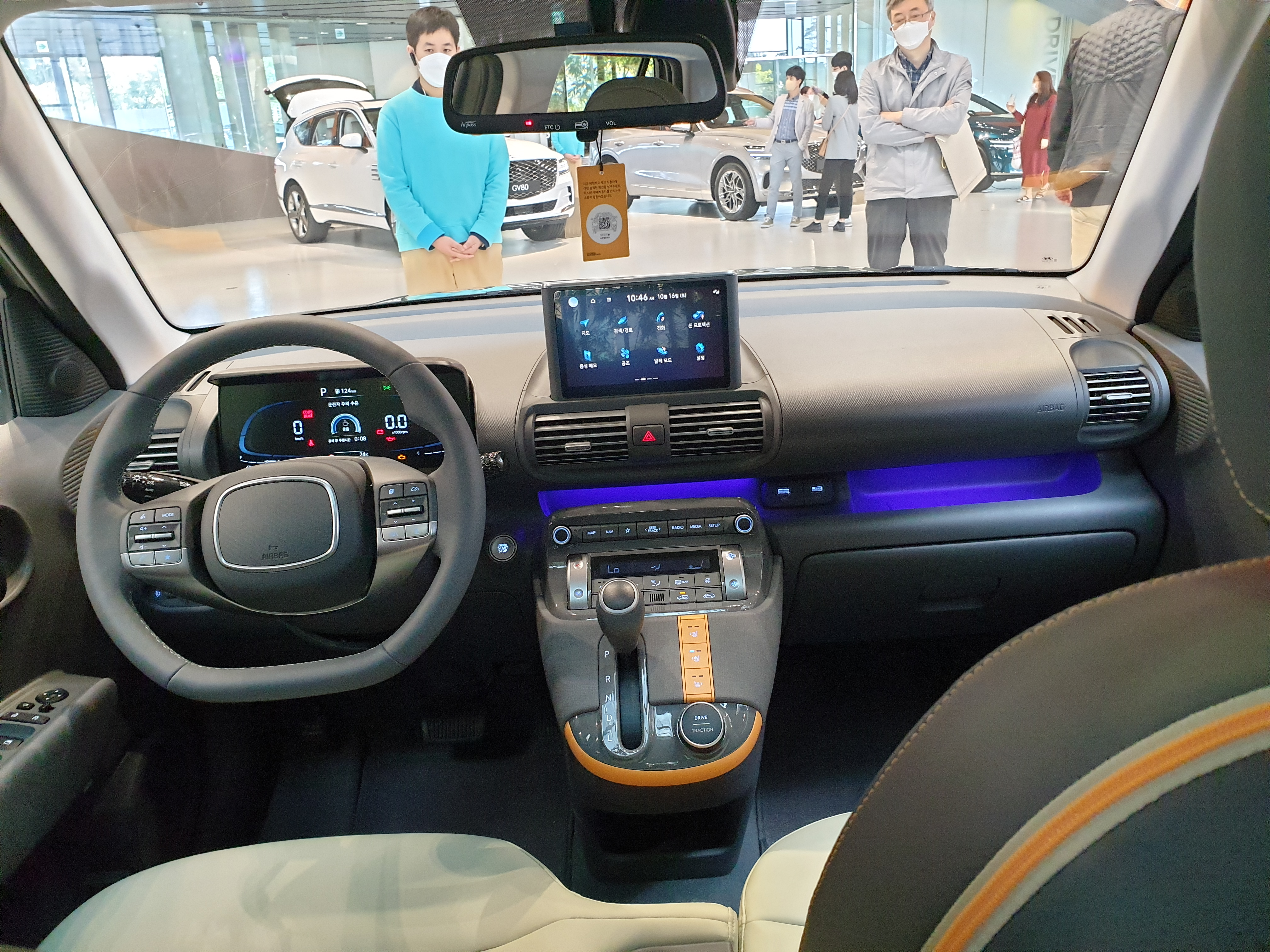
Interni

Il nome "Casper" deriva dall'omonima acrobazia che viene eseguita con lo 
skateboard.
Presentata ad inizio settembre 2021, è un SUV di dimensioni ridotte che si posiziona nella gamma del costruttore asiatico sotto la Hyundai Kona. È il SUV più piccolo del costruttore asiatico e anche la più piccola automobile della gamma Hyundai.
Il veicolo è stato sviluppato in conformità con le normative sudcoreane della categoria chiamata "auto leggera" (in coreano: 경차, romanizzato: Gyeongcha), in cui la legislazione vigente in Corea del Sud offre degli incentivi e delle agevolazioni fiscali per quelle vetture che dimensionalmente abbiano una lunghezza esterna inferiori ai 3600 mm e una larghezza minore di 1600 mm.
Progettata per il solo mercato coreano ed indiano, viene costruita nello stabilimento di Gwangju dalla Gwangju Global Motors, sulla stessa piattaforma della Hyundai i10 (AC3) di terza generazione, dalla quale riprende anche parte della meccanica e delle motorizzazioni.
Al debutto è disponibile un solo motore, il benzina a tre cilindri da 1,0 litro siglato Kappa II/Smartstream declinato in due versioni, aspirata da 76 CV o turbocompressa da 100 CV. La trasmissione è affidata a un cambio automatico a convertitore di coppia a 4 marce.
Nonostante impostazioni del veicolo da crossover SUV, la vettura è disponibile con la sola trazione anteriore.